# 1989 في الأرجنتين
فيما يلي قوائم الأحداث التي وقعت خلال عام 1989 في الأرجنتين.

## سياسة

### تعيين في المنصب
- 8 يوليو – كارلوس منعم رئيس الأرجنتين.

### انتهاء فترة المنصب
- 8 يوليو – راؤول ألفونسين رئيس الأرجنتين.
- 9 ديسمبر – فرناندو دي لاروا عضو مجلس الشيوخ الأرجنتيني.

## مواليد

### يناير
- 7 يناير – إيمليانو إنسوا لاعب كرة قدم أرجنتيني.
- 15 يناير – إيمانويل ماس لاعب كرة قدم أرجنتيني.
- 15 يناير – غونزالو كابريرا لاعب كرة قدم أرجنتيني.
- 20 يناير – لويس أكونيا لاعب كرة قدم أرجنتيني.

### فبراير
- 3 فبراير – لوكاس أوربان لاعب كرة قدم أرجنتيني.
- 9 فبراير – توماس دي فينسنتي لاعب كرة قدم أرجنتيني.
- 21 فبراير – فيديريكو فرنانديز لاعب كرة قدم أرجنتيني.
- 22 فبراير – فرانكو فازكيز لاعب كرة قدم أرجنتيني.

### مارس
- 26 مارس – فيديريكو مانكويلو لاعب كرة قدم أرجنتيني.
- 31 مارس – بابلو بياتي لاعب كرة قدم أرجنتيني.
- 31 مارس – ماورو فرنانديز لاعب كرة قدم أرجنتيني.

### أبريل
- 7 أبريل – فرانكو دي سانتو لاعب كرة قدم أرجنتيني.
- 9 أبريل – لوكاس كاسترو لاعب كرة قدم أرجنتيني.

### مايو
- 6 مايو – فرانكو ساتون لاعب كرة قدم أرجنتيني.
- 26 مايو – فرانكو سيرفي لاعب كرة قدم أرجنتيني.

### يونيو
- 9 يونيو – هومبيرتو ألبينيانا لاعب كرة قدم أرجنتيني.
- 16 يونيو – ادواردو لوبيز اليخاندرو لاعب كرة قدم أرجنتيني.
- 20 يونيو – خافيير باستوري لاعب كرة قدم أرجنتيني.
- 25 يونيو – دييغو ماتياس رودريغيز لاعب كرة قدم أرجنتيني.
- 30 يونيو – داميان ليزيو لاعب كرة قدم أرجنتيني.

### يوليو
- 7 يوليو – دانيال دياز درّاج طريق أرجنتيني.
- 29 يوليو – خوليو فورش لاعب كرة قدم أرجنتيني.

### أغسطس
- 21 أغسطس – ليوناردو راموس لاعب كرة قدم أرجنتيني.

### سبتمبر
- 1 سبتمبر – ليساندرو إيزيكيل لوبيز لاعب كرة قدم أرجنتيني.

### أكتوبر
- 17 أكتوبر – فيديريكو غاستون فرنانديز لاعب كرة يد أرجنتيني.

### ديسمبر
- 5 ديسمبر – أوليسيس باسكوا لاعب كرة قدم أرجنتيني.
- 21 ديسمبر – جوناثان دافيد غوميز لاعب كرة قدم أرجنتيني.
- 26 ديسمبر – دييغو إستيبان سيمونيه لاعب كرة يد أرجنتيني.

## وفيات

### يونيو
- 9 يونيو – خوسيه لوبيز ريكا (مواليد 1916) سياسي أرجنتيني.

### يوليو
- 9 يوليو – أيرين بيرناسكوني (مواليد 1896)